# Kyiv Post
Le Kyiv Post est le principal journal de langue anglaise de l'Ukraine, fondé en 1995.
Sa ligne éditoriale est libérale et pro-occidentale.

## Histoire
Le Kyiv Post est fondé en octobre 1995 par l'Américain Jed Sunden via la maison d'édition KP Media. En ligne depuis 2002, le journal traite principalement de la politique, des affaires et du divertissement. Il compte une équipe de journalistes occidentaux et ukrainiens, au nombre de 19, dont 16 Ukrainiens en juillet 2014. 
Le journal est acheté en 2018 par l'homme d'affaires Adnan Kiva. Celui-ci suspend sa publication en 2021 et licencie tous les journalistes.
Le 24 décembre 2021, Bohdan Nahaylo est nommé comme nouveau rédacteur en chef et le journal paraît de nouveau.

## Ligne éditoriale
Le journal publie une édition papier et alimente un site web en anglais. 
Historiquement, sa ligne éditoriale soutient la démocratie, l'intégration avec l'Occident et le libéralisme économique. Il publie de nombreux articles d'enquête, couvrant notamment l'assassinat du journaliste Gueorgui Gongadzé en 2000, pour lequel les soupçons se portent sur l'ex-président ukrainien Leonid Koutchma, donnant lieu au scandale des cassettes ; la révolution orange de 2004, lors de laquelle un soulèvement populaire massif empêche Viktor Ianoukovytch de prendre le pouvoir présidentiel après une élection présidentielle considérée comme truquée, le 26 novembre 2004, ainsi que des articles portant sur la corruption dans le monde politique.